# 前芝町
前芝町（まえしばちょう）は、愛知県豊橋市の地名。

## 地理
豊橋市北西部に位置する。南は吉前町・富久縞町・高洲町、北は梅藪町・豊川市伊奈町、南西は三河湾に接する。

### 河川
- 豊川[1]
- 豊川放水路[1]

### 小字
- 青木（あおき）
- 稲場（いなば）
- 宇塚（うづか）
- 加藤（かとう）
- 北堤（きたつつみ）
- 塩田（しおた）
- 塩見塚（しおみづか）
- 塩見（しおみ）
- 外浜（そとはま）
- 堤上（つつみうえ）
- 堤下（つつみした）
- 西（にし）
- 西青（にしあお）
- 西塩（にしじお）
- 西堤（にしつつみ）
- 西鶴（にしつる）
- 浜新田（はましんでん）
- 東（ひがし）
- 東塩（ひがししお）
- 東堤（ひがしつつみ）
- 東鶴（ひがしつる）
- 山内（やまうち）

## 歴史
宝飯郡前芝村を前身とする。

### 人口の変遷
国勢調査による人口および世帯数の推移。
| 1995年（平成7年）  | 568世帯 2197人 |  |
| 2000年（平成12年） | 551世帯 2044人 |  |
| 2005年（平成17年） | 619世帯 2024人 |  |
| 2010年（平成22年） | 639世帯 1950人 |  |
| 2015年（平成27年） | 646世帯 1977人 |  |

### 沿革
- 1889年（明治22年）10月1日 - 町村制施行・合併に伴い、宝飯郡前芝村大字前芝となる[2]。
- 1955年（昭和30年）3月1日 - 豊橋市へ編入し、同市前芝町となる[2]。
- 1998年（平成10年）7月11日 - 一部が西浜町となる[3]。

### 史跡
- 前芝の灯明台（愛知県文化財）[1]

## 交通
- 国道23号[1]
  - 名豊道路（豊橋バイパス）前芝IC
- 愛知県道375号前芝国府停車場線[1]
- 愛知県道385号前芝小坂井停車場線[1]

## 施設
- 豊橋市立前芝中学校[1]
- 豊橋市立前芝小学校[1]
- 前芝保育園[1]
- 豊橋市建設部建設基地[1]
- 前芝地区市民館[1]
- 前芝漁業協同組合[1]
- 前芝郵便局
- JA豊橋前芝支店
- 前芝町ちびっこ広場[1]
- 浄土宗西福寺[1]
- 曹洞宗蛤珠寺[1]
- 神明社[1]
- 浜宮神社[1]

## 出身人物
- 加藤広正（当時は宝飯郡前芝村）[4]

### WEB
1. ↑  “愛知県豊橋市の町丁・字一覧”.   人口統計ラボ. 2023年4月13日閲覧。
2. ↑  総務省統計局 (2017年1月27日). “平成27年国勢調査の調査結果(e-Stat) - 男女別人口及び世帯数 －町丁・字等” (CSV). 2021年7月21日閲覧。
3. ↑  “愛知県豊橋市の郵便番号一覧”.   日本郵便. 2023年4月13日閲覧。
4. ↑  “市外局番の一覧” (PDF).   総務省 (2022年3月1日). 2022年3月22日閲覧。
5. ↑  総務省統計局 (2014年3月28日). “平成7年国勢調査の調査結果(e-Stat) - 男女別人口及び世帯数 －町丁・字等” (CSV). 2021年7月20日閲覧。
6. ↑  総務省統計局 (2014年5月30日). “平成12年国勢調査の調査結果(e-Stat) - 男女別人口及び世帯数 －町丁・字等” (CSV). 2021年7月20日閲覧。
7. ↑  総務省統計局 (2014年6月27日). “平成17年国勢調査の調査結果(e-Stat) - 男女別人口及び世帯数 －町丁・字等” (CSV). 2021年7月21日閲覧。
8. ↑  総務省統計局 (2012年1月20日). “平成22年国勢調査の調査結果(e-Stat) - 男女別人口及び世帯数 －町丁・字等” (CSV). 2021年7月21日閲覧。
9. ↑  総務省統計局 (2017年1月27日). “平成27年国勢調査の調査結果(e-Stat) - 男女別人口及び世帯数 －町丁・字等” (CSV). 2021年7月21日閲覧。

### 書籍
1. 1 2 3 4 5 6 7 8 9 10 11 12 13 14 15 16 17 18 19  「角川日本地名大辞典」編纂委員会 1989, p. 1796.
2. 1 2  「角川日本地名大辞典」編纂委員会 1989, p. 1231.
3. ↑  “豊橋市の土地区画整理事業一覧表”.   豊橋市. 2023年8月15日閲覧。
4. ↑  郷土豊橋を築いた先覚者たち編集委員会 1986, p. 246.